# Ixodes werneri
Ixodes werneri este o specie de căpușe din genul Ixodes, familia Ixodidae, descrisă de Glen M. Kohls în anul 1950. Conform Catalogue of Life specia Ixodes werneri nu are subspecii cunoscute.